# Thanapat Saisaymar
Thanapat Saisaymar (in thailandese ธนภัทร สายเสมา; 1968) è un attore thailandese.

## Biografia
Originario della regione del nordest della Thailandia, Saisaymar lavorò come riparatore di tetti prima di trasferirsi a Bangkok, dove trovò impiego all'interno dei cantieri.
La sua carriera nel mondo della televisione iniziò con gli spot pubblicitari: Saisaymar ricoprì sia ruoli da protagonista che secondari. Pur non essendo un attore professionista, nel 2010 prese parte al film di Apichatpong Weerasethakul Lo zio Boonmee che si ricorda le vite precedenti, dove ricoprì il ruolo del protagonista Boonmee. Il lungometraggio vinse la Palma d'oro al 63º Festival di Cannes.

## Filmografia
- Lo zio Boonmee che si ricorda le vite precedenti (Lung Bunmi Raluek Chat), regia di Apichatpong Weerasethakul (2010)